# Hypoblemum
Hypoblemum är ett släkte av spindlar. Hypoblemum ingår i familjen hoppspindlar.
Kladogram enligt Catalogue of Life:
| Hypoblemum | \| \| Hypoblemum albovittatum \| \| \| \| \| \| Hypoblemum villosum \| \| \| \| |
|            | \| \| Hypoblemum albovittatum \| \| \| \| \| \| Hypoblemum villosum \| \| \| \| |
|            | Hypoblemum albovittatum                                                         |
|            |                                                                                 |
|            | Hypoblemum villosum                                                             |
|            |                                                                                 |